# Hyphoderma nudicephalum
Hyphoderma nudicephalum är en svampart som beskrevs av Gilb. & M. Blackw. 1988. Hyphoderma nudicephalum ingår i släktet Hyphoderma och familjen Meruliaceae.   Inga underarter finns listade i Catalogue of Life.